# Schmeljowo (Kaliningrad)
Schmeljowo (russisch Шмелёво, deutsch Warnen, Kreis Ragnit, litauisch Varnai) ist ein Ort in der russischen Oblast Kaliningrad. Er gehört zur kommunalen Selbstverwaltungseinheit Stadtkreis Neman im Rajon Neman.

## Geographische Lage
Schmeljowo liegt 25 Kilometer südöstlich der Kreisstadt Neman (Ragnit) am Eimenfließ (1938 bis 1946: Lehmgraben, heute russisch: Uljanowka), einem Flüsschen, das wenige Kilometer später in die Inster (russisch: Instrutsch) mündet. Unweit des Dorfes führt die Regionalstraße 27A-033 (ex A198) vorbei, und die von Malomoschaiskoje kommende Kommunalstraße 27K-051 endet hier. Bis 1945 war Kraupischken (1938 bis 1945: Breitenstein, heute russisch: Uljanowo) die nächste Bahnstation und lag an den beiden Bahnstrecken Ragnit-Kraupischken bzw. Insterburg–Kraupischken der Insterburger Kleinbahnen.

## Geschichte
Das einst Warneitze und später Warnen genannte kleine Dorf wurde im Jahre 1557 erstmals urkundlich erwähnt und bestand vor 1945 aus ein paar großen Höfen und Gehöften. Am 15. April 1874 wurde der Ort Amtssitz und damit namensgebend für einen Amtsbezirk, der bis 1945 bestand. Bis zur Kreisreform im Jahre 1922 gehörte der Amtsbezirk Warnen zum Kreis Ragnit, danach zum Landkreis Tilsit-Ragnit im Regierungsbezirk Gumbinnen der preußischen Provinz Ostpreußen.
In Kriegsfolge wurde Warnen mit dem nördlichen Ostpreußen im Jahre 1945 der Sowjetunion zugeordnet. Im Jahr 1950 erhielt das Dorf die russische Bezeichnung „Schmeljowo“ und wurde gleichzeitig dem Dorfsowjet Uljanowski selski Sowet im Rajon Sowetsk zugeordnet. Später gelangte der Ort in den Luninski selski Sowet, bevor er 1997 (wieder) in den Dorfbezirk Uljanowski selski okrug kam. Von 2008 bis 2016 gehörte Schmeljowo zur Landgemeinde Luninskoje selskoje posselenije und seither zum Stadtkreis Neman. 

### Einwohnerentwicklung
| Jahr | Einwohner |
| ---- | --------- |
| 1910 | 150       |
| 1933 | 202       |
| 1939 | 164       |
| 2002 | 48        |
| 2010 | 29        |

### Amtsbezirk Warnen
Zwischen 1874 und 1945 bestand der Amtsbezirk Warnen, ab 1922 im Landkreis Tilsit-Ragnit im Regierungsbezirk Gumbinnen in der Provinz Ostpreußen. Ihm waren eingegliedert die Dörfer:
| Name                                    | Änderungsname 1938 bis 1946 | Russischer Name | Bemerkungen                        |
| --------------------------------------- | --------------------------- | --------------- | ---------------------------------- |
| Abschruten, Ksp. Kraupischken           | Steinflur                   |                 |                                    |
| Augsgirren, Ksp. Kraupischken           | Sassenhöhe                  | Sastolje        |                                    |
| Budeningken                             | Langenflur                  |                 |                                    |
| Groß Kummeln                            | Großkummen                  | Woswyschenka    |                                    |
| Groß Plimballen                         | Grünweiden                  | Brjussowo       |                                    |
| Kerstupönen, 1928 bis 1938: Pleinlauken | Kersten                     | Rjabinowka      |                                    |
| Klein Kummeln                           | Kleinkummen                 |                 |                                    |
| Pleinlauken                             | Insterbrück                 |                 | 1928 nach Kerstupönen eingemeindet |
| Sassupönen                              | Sassenau                    |                 |                                    |
| Skrusden                                | Kruden                      |                 | 1931 nach Sassupönen eingemeindet  |
| Warnen                                  |                             | Schmeljowo      |                                    |
| ab 1879: Neudorf                        |                             |                 | Neugründung am 27. Januar 1879     |

## Kirche
Die Mehrheit der Bevölkerung Warnens war bis 1945 evangelischer Konfession. Das Dorf war somit in das Kirchspiel der Kirche Kraupischken (der Ort hieß zwischen 1938 und 1946: Breitenstein, heute russisch: Uljanowo) eingepfarrt, die zur Diözese Ragnit im Kirchenkreis Tilsit-Ragnit innerhalb der Kirchenprovinz Ostpreußen der Kirche der Altpreußischen Union gehörte. Heute liegt Schmeljowo im Einzugsbereich der in den 1990er Jahren neu entstandenen evangelisch-lutherischen Gemeinde in Schtschegly (Saugwethen, 1938 bis 1946 Saugehnen). Sie ist Teil der Propstei Kaliningrad (Königsberg) der Evangelisch-lutherischen Kirche Europäisches Russland.